# قانون العمل يوم الأحد (إسكتلندا) لعام 2003
قانون العمل الأحد (اسكتلندا) لعام 2003 (c 18) هو قانون صادر عن برلمان المملكة المتحدة. كان الهدف من القانون هو التعامل مع حالة شاذة في قانون العمل في المملكة المتحدة، حيث يتمتع عمال المتاجر في إنجلترا وويلز بالحق القانوني في رفض العمل يوم الأحد في حين لا يتمتع عمال المتاجر في اسكتلندا بهذا الحق.
نشأت هذه الحالة الشاذة نتيجة التشريعات المختلفة السارية في اسكتلندا وبقية المملكة المتحدة فيما يتعلق بالتجارة يوم الأحد. لم يكن هناك أي تشريع يمنع التجارة يوم الأحد في اسكتلندا ويمكن للمحلات التجارية اختيار ساعات العمل الخاصة بها. ولكن كانت التجارة يوم الأحد ممنوعة في إنجلترا وويلز بموجب قانون المتاجر لعام 1950. من الناحية العملية لم تفتح المتاجر الاسكتلندية عادة يوم الأحد كمسألة عادات. قرب نهاية القرن العشرين ازداد الطلب على التجارة يوم الأحد، وبدأت العديد من المتاجر الاسكتلندية بالفتح يوم الأحد. صدر قانون برلماني يسمى بقانون الأحد للتجارة لعام 1994 للسماح للمحلات التجارية بالتجارة يوم الأحد في إنجلترا وويلز وفقًا لشروط معينة. كما منح قانون 1994 للعاملين في المتاجر في إنجلترا وويلز الحق في رفض العمل يوم الأحد (ما لم يكن عقد عملهم ليوم الأحد فقط). ولكن بما أن القانون لم يمتد إلى اسكتلندا، فلم يتمتع عمال المتاجر الاسكتلنديين بنفس الحقوق.
على الرغم من الاختلافات، فإن معظم بائعي التجزئة لم يجبروا الموظفين في اسكتلندا على العمل يوم الأحد، وتمت معاملتهم مثل الموظفين في بقية المملكة المتحدة، ولا سيما الموظفين الاسكتلنديين في سلاسل المملكة المتحدة الواسعة. أثارت سلسلة البيع بالتجزئة "Argos" (ارجوس) غضبًا في اسكتلندا عندما أقالوا العديد من الموظفين الاسكتلنديين لرفضهم العمل يوم الأحد. على الرغم من تراجعهم عن القرار في وقت لاحق، أثار العديد من النواب الاسكتلنديين تساؤلات حول الحقوق القانونية المختلفة بين مختلف أجزاء المملكة المتحدة مطالبين بأن يتمتع العمال في اسكتلندا أيضًا بالحق في رفض العمل يوم الأحد. وهكذا، عُرض مشروع قانون خاص على البرلمان من قبل مالكولم ساڤيدج وهو عضو البرلمان عن أبردين الشمالية.

## المادة رقم 1 - العمل يوم الأحد: عمال المتجر والمراهنات في اسكتلندا
يعدل هذا القسم قانون حقوق العمل لعام 1996. ودخل حيز النفاذ في 6 نيسان / أبريل 2004.

## المواد رقم 3 و 4
دخلت المادتان 3 و 4 حيز التنفيذ في 10 يوليو 2003.

## وصلات خارجية
- بي بي سي نيوز- أرغوس عمل الأحد

### تشريعات المملكة المتحدة
نص قانون عمل الأحد (اسكتلندا) لعام 2003 كما هو سارٍ اليوم (بما في ذلك أي تعديلات) داخل المملكة المتحدة ، من موقع legislation.gov.uk